# Marc Torra i Sayó
Marc Torra i Sayó (Tordera, 15 de setembre de 1984) és un jugador d'hoquei sobre patins català que juga com a davanter a la União Desportiva Oliveirense des de la temporada 2018/19.
Debutà amb 15 anys a la Lliga espanyola amb el Club Patí Tordera. Després jugà a Lloret, Vic o Reus Deportiu. Degut a les seves condicions dins la pista per definir jugades i generar gols fa que sigui un dels jugadors clau del club roig-i-negre amb 32 anys.
La temporada 2011/12 fou escollit com a millor jugador de la lliga quedant per davant de Jordi Bargalló de l'HC Liceo i Marc Coy del CP Calafell. Torra es convertí en el màxim golejador del FC Barcelona amb trenta-un gols a la lliga, aportació que l'ajudà en gran manera a ser premiat amb aquesta distinció així com a l'equip a revalidar novament el títol. D'aquesta forma, desbancà el seu company d'equip Marc Gual en la possessió del premi.
La temporada 2012/13 fou escollit com el tercer millor jugador de la lliga, després que a les votacions fetes pels entrenadors i capitans dels setze equips de la competició quedés per darrere de Jordi Bargalló i "Jepi" Selva, davanters de l'HC Liceo i el CE Vendrell respectivament.
El 8 d'abril de 2015 anuncià que fitxaria pel club portuguès SL Benfica un cop finalitzés la temporada i s'acabés el contracte que el vinculava amb l'entitat blaugrana.
Després d'estar una temporada al SL Benfica on es proclama campió de la Copa d'Europa, passa a formar part de la plantilla del Reus Deportiu, on tornà a aixecar la màxima competició continental, així com la Lliga catalana en les dues temporades al club del Baix Camp.
El gener de 2018 se sabé que la UD Oliveirense estava interessat en ell. Fou així com, tres mesos després, s'anuncià el seu fitxatge pel club portuguès de cara a jugar la temporada següent.
A les files del UD Oliveirense guanya la Copa Continental de 2024, la qual aixeca com a capità, i anuncia la seva retirada esportiva a final de la temporada 2024-25.

## Palmarès

### CP Vic
- 2 Copes del Rei / Copes espanyoles (2009 i 2010)
- 1 Supercopa espanyola (2009)

### FC Barcelona
- 1 Copa intercontinental (2014)
- 2 Copes d'Europa (2013/14,[11] 2014/15)
- 5 Supercopes espanyoles (2010/11, 2011/12, 2012/13, 2013/14, 2014/15)
- 3 OK Lligues / Lligues espanyoles (2011/12, 2013/14, 2014/15)
- 2 Copes del Rei / Copes espanyoles (2011, 2012)

### SL Benfica
- 1 Copa d'Europa (2015/16)
- 1 Lliga portuguesa (2015/16)
- 1 Copa portuguesa (2015)

### Reus Deportiu
- 1 Copa d'Europa (2016/17)
- 2 Lligues catalanes (2016, 2017)

### UD Oliveirense
- 1 Copa Continental (2024)

### Selecció catalana
- 1 Golden Cup (2010)
- 1 Copa Amèrica (2010)

### Selecció espanyola
- 4 Campionats del Món "A" (2005, 2007, 2009, 2011)
- 2 Campionats d'Europa (2008, 2010)
- 2 Copes de les Nacions (2005, 2007)